# 聖盧西亞國徽
圣卢西亚國徽為盾徽。藍地，中間以竹竿疊成十字，上有疊有一張代表非洲裔移民的凳子，盾微左上角和右下角是象徵英國的玫瑰，右上角和左下角是象徵法國的百合花飾。上有頭盔，花環上有一隻持火炬的手。盾的兩側由两只绿色聖露西亞鸚鵡守護。綬帶上寫著國家格言：「土地、人民、光明」。